# Boutheina El Ouaer
Boutheina El Ouaer ou Boutheina Elouer, née en 1984, est une nageuse tunisienne.

## Carrière
Elle remporte la médaille de bronze du 400 mètres nage libre aux Jeux africains de 1999 à Johannesbourg.